# Wim Lakenberg

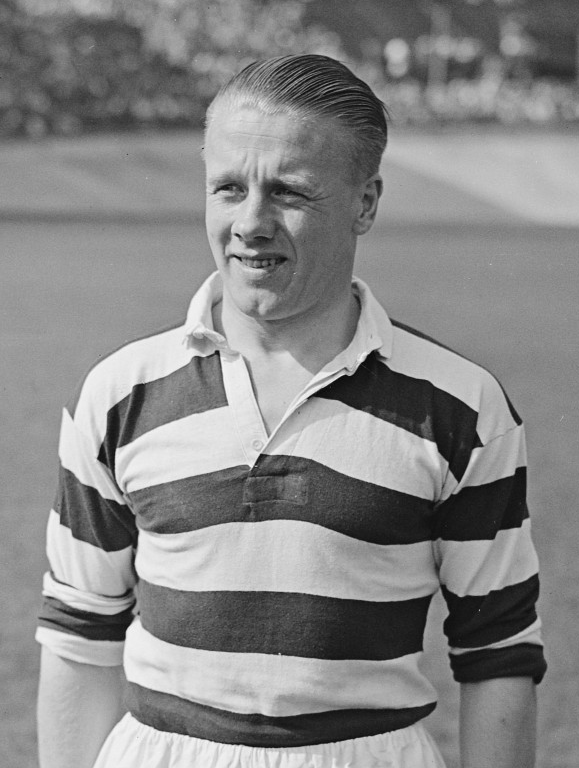
Wim Lakenberg in september 1949

Wilhelmus Albertus Theodorus Lakenberg (Sneek, 9 april 1921 – Nijmegen, 19 mei 1991) was een Nederlands voetballer die als aanvaller speelde.
Lakenberg was geboren in Friesland en verhuisde op achtjarige leeftijd naar Nijmegen. Daar werd hij lid van N.E.C. en debuteerde hij in het seizoen 1936/37 op vijftienjarige leeftijd in het eerste elftal. Met N.E.C. werd hij kampioen in de eerste klasse oost in 1939, 1946 en 1947.
In 1946 speelde Lakenberg in het Nederlands militair elftal tijdens de eerste militaire wereldkampioenschappen voetbal. Hij scoorde tweemaal in de openingswedstrijd tegen Frankrijk.
Lakenberg was de eerste speler van N.E.C. die het Nederlands voetbalelftal haalde. In 1946 was hij eenmaal reserve en in april 1947 speelde hij zijn enige interland tegen België. Hierna zou hij nog viermaal reserve zijn.
In 1948 ging Lakenberg naar FC Blauw-Wit Amsterdam vanwaar hij in 1950 als tweede Nederlander, na Faas Wilkes, de overstap naar het betaaldvoetbal in Italië maakte naar Pro Patria Calcio. In het seizoen 1951/52 speelde hij bij FC Lugano in Zwitserland.
Tot de invoering van het betaaldvoetbal in Nederland in 1954 mocht Lakenberg niet in Nederland voetballen. In 1954 ging hij voor DIO '30 uit Druten spelen. Medio 1958 keerde hij terug bij N.E.C. waar hij in 1960 zijn loopbaan beëindigde. Hij werd trainer in het amateurvoetbal en trainde onder andere RKVV Nijmeegse Boys, SV SDOO uit Heteren, Juliana '31 uit Malden en RODA '28 uit Winssen.